# بیاریکی
بیاریکی (به لاتین: Bairiki) یک منطقهٔ مسکونی در کیریباتی است که در تاراوا واقع شده‌است. بیاریکی ۰٫۴۶۰۱۲۸ کیلومتر مربع مساحت و ۳٬۵۲۴ نفر جمعیت دارد و ۳ متر بالاتر از سطح دریا واقع شده‌است.